# Gamtoos

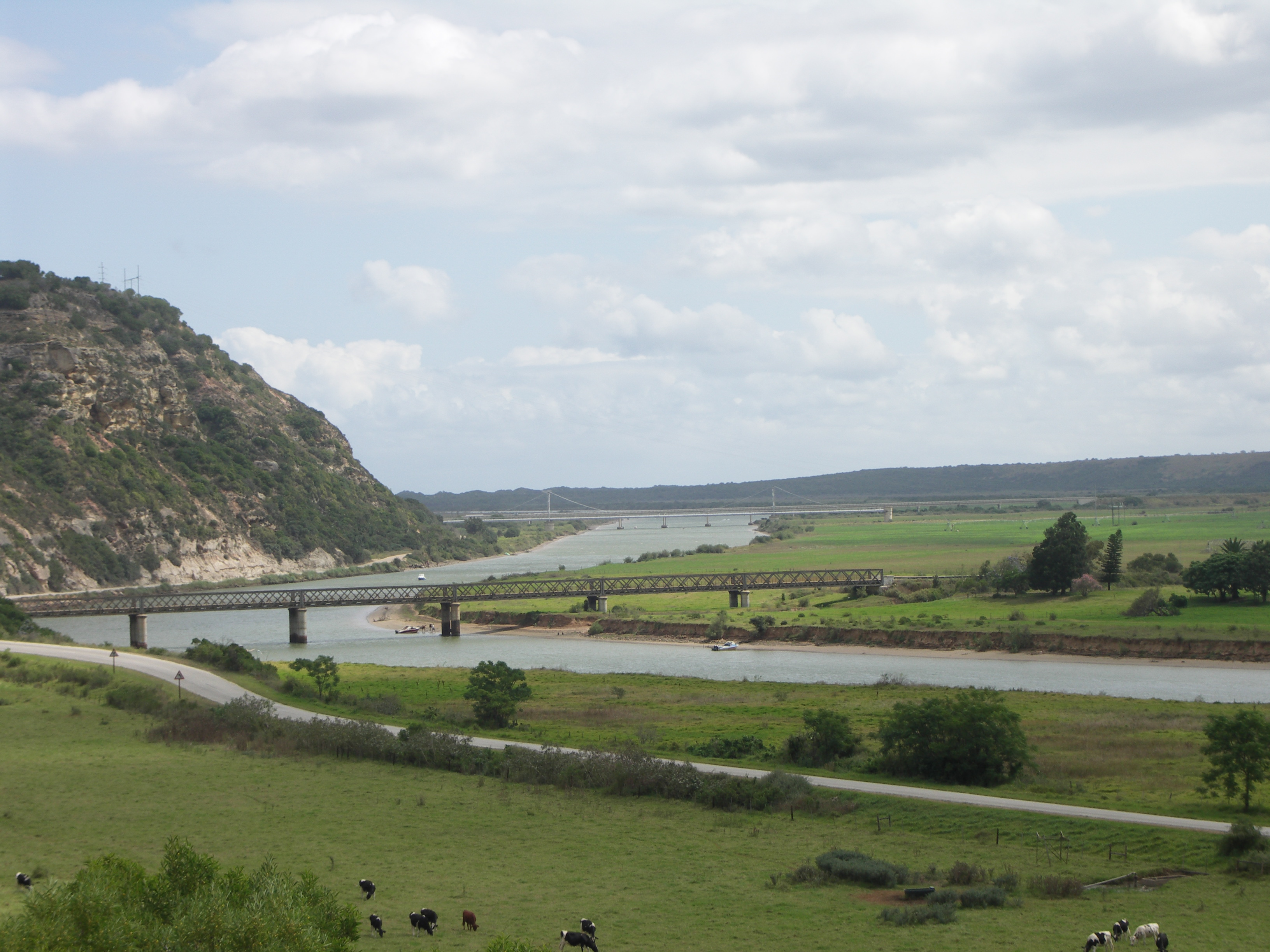
Gamtoosfloden nära utloppet i Indiska oceanen

Gamtoos är en flod i Östra Kapprovinsen i Sydafrika. Den är cirka 645 km lång, med ett avrinningsområde på 34 635 km², och rinner ut i Indiska oceanen mellan Jeffreys Bay och Port Elizabeth.
Dess namn härleds förmodligen från nederländska nybyggare, som kallade khoikhoi-befolkningen i området för "Gamtousch". En annan teori är att namnet betyder "rytande lejon" och refererar till flodens dån vid högt vattenstånd.
Gamtoos floddal är bördig, och i området odlas citrusfrukter, potatis och tobak. I floddalen, nära dess mynning, ligger även orterna Hankey, Loerie och Patensie.
Två broar korsar floden nära mynningen. Den ursprungliga, 220 meter långa Mackay Bridge i stål öppnades 1895, och ersatte en tidigare färja. En modern betongbro byggdes på 1970-talet.